# Tai-chi style Wu/Hao

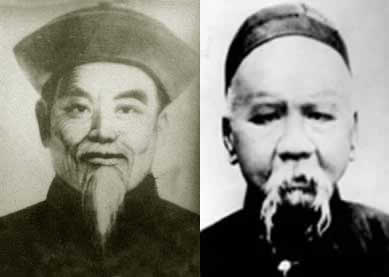
Wu Yuxiang (1812?–1880?) a créé le style de t'ai chi ch'üan Wu(Hao) après dix ans d'entrainement avec le fondateur du style Yang, Yang Luchan, puis un mois avec Cheng Qingpi, un maître du style Chen de t'ai chi ch'üan.

Le style Wu (武氏, wǔshì) ou style Wu/Hao (武/郝氏 wǔ/hǎoshì) ou style Wu Yu est l'un des principaux styles traditionnels de tai-chi-chuan, créé au XIXe siècle et nommé d'après son fondateur Wu Yuxiang. Suiiii 

## Généalogie
Wu Yuxiang (武禹襄, 1812–1880) enseigna son style à son neveu Li Yiyu (李亦畬; 1832–1892).
Li Yiyu (李亦畬; 1832–1892) enseigna à Hao Weizhen (郝為真; 1849–1920), petit-neveu de Wu Yuxiang, qui modifia la forme initiale, raison pour laquelle il est souvent dénommé « style Wu/Hao ». 
Hao Weizhen (郝為真; 1849–1920) enseigna à son fils Hao Yueru (郝月如;1877-1935).
Hao Yueru (郝月如;1877-1935) enseigna à son fils Hao Shaoru (郝少如;1908-1983).
Hao Shaoru (郝少如;1908-1983) n'ayant pas de fils, il adopta un de ses disciples dans la tradition martiale et lui donna le nom Hao Yinru (郝吟如;1958). Il enseigne aujourd'hui en Chine à Shanghai, en Suède et en France.

Ce style est distinct du style Wu (吳氏, wúshì), plus populaire, issu d'une autre famille.
Ce style est parfois enseigné par la famille Tung sous le nom de « forme Ouverte / Fermée » ou « Kai He ».